# Як козаки у хокей грали
«Як козаки́ у хоке́й гра́ли» — український анімаційний фільм 1995 року студії Укранімафільм, дев'ятий та останній із серії режисера Володимира Дахна «Козаки».

## Сюжет
Взимку козаки Грай, Око й Тур роблять ковзанку й навчають своїх дітей грати в хокей. Повз них проїздить канадська хокейна команда, за якою спостерігає сніговик. Потім виявляється, що сніговик — це замаскований ватажок піратів з серії «Як козаки наречених визволяли». Пірат збирає банду, яка грабує обоз хокеїстів, викравши їхню їжу та спортивну форму.
Хокеїсти шукають допомоги в козаків, поки бандити переодягаються хокеїстами. Щоб виманити грабіжників, козаки влаштовують змагання з хокею. Проте бандити перемагають, бо грають не за правилами. Та виявляється, що в канадців лишилася карета зі зброєю, яку козаки використовують проти бандитів, і ті провалюються під лід.

## Над фільмом працювали
- Автор сценарію: Едуард Кірич;
- Кінорежисери: Володимир Дахно, Тадеуш Павленко;
- Художники-постановники: Едуард Кірич, Ганна Лапа;
- Композитор: Ігор Поклад;
- Кінооператор: Анатолій Гаврилов;
- Звукооператори: Віктор Груздєв, Юрій Нечеса (у титрах Ю. Нечоса);
- Аніматори: М. Антіпова, Ірина Бородаєва, Людмила Вознюк, Віталій Віленко, Олексій Голованов, Марина Корольова, Олександр Лавров, Геннадій Летуновський, Марина Пашковська, Адольф Педан, Павло Приходько, Радна Сахалтуєв, Євген Сивокінь, Михайло Титов;

- Асистенти: Людмила Врублевська, Лариса Кучерова, Володимир Литвин, Ольга Раєнок, Ірина Шевчук;
- Художники-живописці: Наталія Лисенко, Людмила Удовицька;
- Монтаж: Лідія Мокроусова;
- Редактор: Світлана Куценко;
- Директор знімальної групи: В'ячеслав Кілінський.

## Оновлення
Команда «Довженко-Центру» оцифрувала цей мультфільм разом з низкою інших упродовж 2021—2023 років для показу на великому екрані. З 21 грудня 2023 року їх можна подивитися в кінотеатрах деяких міст України.